# Fimbristylis alata
Fimbristylis alata är en halvgräsart som beskrevs av E.G.Camus. Fimbristylis alata ingår i släktet Fimbristylis och familjen halvgräs. Inga underarter finns listade i Catalogue of Life.